# Bengt Pontén
Bengt Erik Pontén, född 16 januari 1923 i Häverö församling i Stockholms län, död 23 maj 2007 i Helga Trefaldighets församling i Uppsala län, var en svensk läkare (plastikkirurg) och medicinsk forskare.
Bengt Pontén var son till kontraktsprosten Gottfrid Pontén och Gertrud, ogift Lundberg, samt sonson till kontraktsprosten Gustaf Pontén. Familjen tillhörde prästsläkten Pontén från Småland. Efter studentexamen i Gävle 1942 läste han medicin i Uppsala och blev medicine licentiat där 1950 samt medicine doktor 1960. Han blev docent i plastikkirurgi vid Uppsala universitet 1961, biträdande överläkare vid plastikkirurgiska kliniken på Akademiska sjukhuset 1962 och var överläkare i plastikkirurgi 1982–1988. Han författade skrifter i plastikkirurgi, brännskadevård och trafikmedicin.
Han gifte sig 1947 med Ulla-Britt Ohlsson (1925–2005), dotter till köpmannen Paul Ohlsson och Hulda, ogift Wilhelmsson. Tillsammans fick de tre söner: Erik (född 1948), Anders (född 1951) och skådespelaren Mats Pontén (född 1955).